# Cymothoe cyriades
Cymothoe cyriades är en fjärilsart som beskrevs av Ward 1871. Cymothoe cyriades ingår i släktet Cymothoe och familjen praktfjärilar. Inga underarter finns listade i Catalogue of Life.